# Institut auderghemois de promotion sociale
50° 49′ 01″ N, 4° 25′ 20″ E
Existant depuis 1937, l'Institut de promotion sociale de la commune d'Auderghem est destiné aux personnes désirant acquérir de nouvelles connaissances, découvrir de nouveaux horizons ou réorienter leur carrière professionnelle.
Accessible dès seize ans, l'établissement dispense un enseignement basé sur les programmes officiels de la Communauté Française et sur les stratégies de l'éducation permanente. Les diplômes délivrés sont reconnus par le monde de l'entreprise et par les administrations.
Les professeurs, tous diplômés universitaires ou issus d'écoles supérieures, continuent, depuis l'origine, à dispenser un enseignement où l'expérience rime avec le sérieux et où la convivialité côtoie une pédagogie axée sur la réussite.

## Cours dispensés

### Langues
- Français
- Néerlandais
- Anglais
- Espagnol
- Italien
- Chinois

### Informatique
- Initiation à l'informatique
- Tableur
- Wordpress
- Bases de données
- Suite Office
- Suite Adobe

### Gestion
- Connaissances de gestion de base. Module de 5 mois de cours débouchant sur un diplôme donnant l'accès à la profession